# Strzelectwo na Letnich Igrzyskach Olimpijskich 1908 – karabin małokalibrowy, 50 i 100 jardów, drużynowo
Strzelanie z karabinu małokalibrowego z 50 i 100 jardów drużynowo, było jedną z konkurencji strzeleckich na Letnich Igrzyskach Olimpijskich 1908. Zawody odbyły się w dniu 11 lipca. W zawodach uczestniczyło 12 zawodników z 3 państw.
Każdy zawodnik oddał 40 strzałów, po 20 z odległości 50 i 100 jardów. Za trafienie przyznawano 5 punktów. Maksymalna liczba punktów do zdobycia przez zawodnika wynosiła 200, a drużyny 800.

## Wyniki
| Miejsce | Państwo         | Zawodnik               | Wynik     | Wynik      | Wynik        |
| Miejsce | Państwo         | Zawodnik               | 50 jardów | 100 jardów | Łączny wynik |
| ------- | --------------- | ---------------------- | --------- | ---------- | ------------ |
| 1       | Wielka Brytania | Łączny wynik           | 387       | 384        | 771          |
| 1       | Wielka Brytania | Maurice Matthews       | 98        | 98         | 196          |
| 1       | Wielka Brytania | Harry Humby            | 97        | 97         | 194          |
| 1       | Wielka Brytania | William Pimm           | 99        | 93         | 192          |
| 1       | Wielka Brytania | Edward Amoore          | 93        | 96         | 189          |
| 2       | Szwecja         | Łączny wynik           | 373       | 364        | 737          |
| 2       | Szwecja         | Vilhelm Carlberg       | 95        | 92         | 187          |
| 2       | Szwecja         | Frans-Albert Schartau  | 96        | 90         | 186          |
| 2       | Szwecja         | Johan Hübner von Holst | 94        | 90         | 184          |
| 2       | Szwecja         | Eric Carlberg          | 88        | 92         | 180          |
| 3       | Francja         | Łączny wynik           | 359       | 351        | 710          |
| 3       | Francja         | Paul Colas             | 96        | 93         | 189          |
| 3       | Francja         | André Regaud           | 91        | 95         | 186          |
| 3       | Francja         | Léon Lécuyer           | 85        | 84         | 169          |
| 3       | Francja         | Henri Bonnefoy         | 87        | 79         | 166          |